# Lantau
Lantau je najveći otok u Hong Kongu u Kini, koji se nalazi na ušću Biserne rijeke. 
Ime je porijeklom od staroga domaćega naziva za Lantau Vrh (kin. 爛頭, doslovno „čupava glava“). Administrativno, Lantau je dio okruga Otok, a manji dio na sjeveroistoku otoka pripada okrugu Cuen Ven. Ima površinu od 147 km². Originalno ovo mjesto imalo je puno sela ribara. Otok je posljednjih godina poprište velikih infrastrukturnih projekata, uključujući Međunarodnu zračnu luku Hong Kong, žičaru Ngong Ping 360 i Hong Kong Disneyland.
Artefakti iskopani na otoku Lantau pokazuju ljudsku aktivnost, koja seže u doba neolita i brončanog doba. Otok je bio poznat pod imenom Tai Hai Šan (大奚山) u dalekoj prošlosti. Bio je često prikazan u navigacijskoj karti zbog blizine glavnoga morskoga smjera u Južnoj Kini. 
Dvor Južne Song dinastije pobjegao je do Guangdonga brodom 276. godine, bježeći od mongolskih napadača, ostavljajući cara Gong Di u zaleđu. Carski sud tražio je utočište prvo u Srebrno Rudnoj Luci na otoku Lantau, a kasnije u današnjem Koowlun Gradu. 
Sol se ilegalno proizvodila u Lantau. To je smetalo kineskim vladarima u 16. stoljeću pa je lokalni gospodar mnoge otočane osudio na smrt.
Kao i Čeng Čau, Lantau je bio baza za gusare i krijumčare te je bio jedna od baza za Čeng Po Caia u 19. stoljeću.
Otok Lantau zajedno s Tuen Munom bio je među prvim europskim trgovačkim naseljima u području Biserne rijeke, koje su osnovali portugalski trgovci 1510. godine. Portugalci su napustili ta naselja oko 1517. godine, nakon poraza od kineske vojske. Kasnije, otok je postao važna trgovačka luka za Britance, puno prije nego što su pokazali zanimanje za otok Hong Kong.
Srebro je bilo iskopavano iz rudnika u Mejvou do 19. stoljeća.
Lantau je bio bitno mjesto otpora protiv Japana tijekom Drugog svjetskog rata. Pokret otpora koristio je šumovita područja i duboke doline, kako bi organizirali zasjede i uništavali zalihe. Pobunjenički pokret je ustrajao kroz rat sve do poraza Japana 1945. godine.